# 파트리스 에브라
파트리스 라티르 에브라(프랑스어: Patrice Latyr Evra, 1981년 5월 15일 ~ )는 프랑스의 전 축구 선수로, 그는 세네갈 다카르에서 태어나 12세에 외교관인 아버지를 따라 프랑스 파리 근교로 이주하여 그곳에서 성장하였다. 2010 남아공 월드컵에서는 프랑스 대표팀의 주장을 맡기도 하였다. 현재 세계 축구계의 가장 뛰어난 왼쪽 풀백 중 하나로 꼽히고 있다. 그의 포지션은 왼쪽 풀백이지만 윙어도 소화해낼 수 있다. 한국에서는 소속팀 동료였던 박지성과의 돈독한 친분으로도 잘 알려져 있다.

## 선수 경력

#### 생애와 데뷔
에브라는 티에리 앙리가 자란 파리 교외의 르 울리스에서 자랐고, 마르살라로부터 스카웃되며 이탈리아에서 경력을 시작하였다. 세리에 C1에서 한 시즌을 보낸 뒤 세리에 B의 몬차로 옮겼다. 2000년에는 프랑스 클럽 니스가 그를 데려갔고, 그는 왼쪽 윙어와 왼쪽 풀백을 번갈아 소화하였다. 2시즌이 지난 뒤 AS 모나코가 그를 영입하였다. 모나코로 영입된 이후 2003년 프랑스 리그 컵을 들어올렸고, 이어서 모나코를 2003-04 시즌 UEFA 챔피언스리그 결승으로 이끌었지만 FC 포르투에게 0-3으로 져 우승에는 실패하였다.

#### 맨체스터 유나이티드

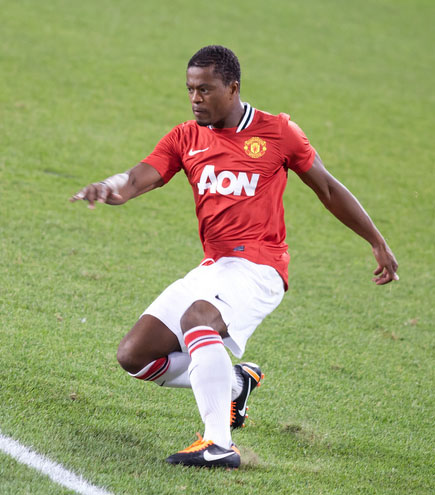
맨유에서 활약 중인 에브라

맨체스터 유나이티드는 리버풀, 아스널 그리고 인테르와의 경쟁을 이기고, 2006년 1월 10일 파트리스 에브라의 영입을 확정지었다.
네마냐 비디치와 함께 2005/06 시즌 겨울 이적시장에서 영입된 이유는 장기간 부상으로 결장 중인 가브리엘 에인세로 인해 약해진 수비라인을 보강하기 위함이다.
시즌의 도중에 합류해 맨유에서 혼란스러웠던 초반이 지나고, 2006-07 시즌을 맞아 최고의 경기력을 펼쳤고 맨유는 프리미어리그 타이틀을 되찾았다. 그리고 에버턴과 AS 로마를 상대로 첫 프리미어리그 골과 챔피언스리그 골을 기록하였다. 에브라는 2006-07 시즌 PFA가 선정한 올해의 팀에 이름을 올렸다. 2007-08 프리시즌때 FC 서울을 상대로 쐐기골을 뽑아냈고 맨유는 크리스티아누 호날두, 크리스 이글스, 웨인 루니, 파트리스 에브라의 골로 4-0 승리를 거두었다. 2007-08 시즌에는 붙박이 왼쪽 풀백으로 자리매김하였고 팀의 프리미어리그와 UEFA 챔피언스리그 우승을 거두는데 도움을 주었다.
프랑스 출신의 에브라가 보여준 활약과 체력은 튼튼한 수비력에 매우 중요한 부분을 차지하였으며 그는 충분한 에너지를 팀에 불어 넣어주었다. 그는 한 골도 넣지는 못하였지만 측면에서 공격적인 플레이를 보여주었다. 2008년 6월, 그는 2012년 여름까지 4년간의 계약 연장안에 동의하였다.
2008년에는 07-08시즌 36라운드 첼시전에서 첼시의 홈구장 스템포드 브릿지에서 첼시 구장 관계자들과 시비가 붙어 FA로부터 4경기 징계를 받았다. 이 징계는 08-09 시즌 17라운드 토트넘전에서부터 적용되었다. 그는 공교롭게도 첼시와의 리그 21라운드 경기에서 복귀하였다. 그러나 웨인 루니에게 크로스를 올리는 과정에서 부상을 당해 2월 19일 풀럼 FC와의 경기에 복귀하였다.
이후 대부분에 경기에 선발로 출전하여 팀의 리그 18번째 우승을 이끌었고(리버풀과 타이) 칼링컵, FIFA 클럽 월드컵 우승도 거머쥐었다.
2009-10 시즌에서는 부상 없이 모든 리그 경기에 출전하여 PFA 올해의 베스트 일레븐에 왼쪽 풀백 부분에 이름을 올렸다. 팀은 2년 연속 칼링컵 우승을 차지했다.
2010-11 시즌에도 팀 변함없는 부동의 왼쪽 풀백 부분을 차지하여 팀의 19번째 리그 우승, 챔피언스리그 결승 진출을 이끌었다.
2011-12 시즌에는 다소 폼이 하락한 모습을 보여주었지만 한 경기를 제외한 모든 리그 경기에 출전했으며 네마냐 비디치가 부상을 당하자 주장 역할도 훌륭하게 소화해냈다.
리버풀과의 리그 8라운드 경기에서 리버풀의 공격수 루이스 알베르토 수아레스에게 인종차별적인 발언을 당했다는 내용으로 논란이 일기도 했고 수아레스는 FA로부터 8경기 출전 정지를 받았다.
이후 수아레스가 선발로 복귀한 경기는 25라운드 맨유전이었는데 이 경기에서 에브라가 수아레스의 악수를 거절하여 더 큰 논란이 일기도 했다.
2012-13 시즌에 에브라는 맨유의 시즌 컨셉인 닥공 컨셉에 알맞은 공격력을 보여주며 20경기에서 4골을 득점하는 기록을 보여주었다.
13-14 시즌이 끝난 후, 네마냐 비디치, 리오 퍼디난드와 함께 맨유와 결별했다. 후에 유벤투스 FC로 이적했다.

#### 유벤투스
14-15시즌 개막을 앞두고, 이탈리아 세리아 리그 유벤투스로 이적하였다. 유벤투스는 홈페이지를 통해 에브라와 2년 계약기간과 120만 파운드에의 이적료도 함께 알렸다. 에브라는 유벤투스 이적을 확정 지은 후 맨유 홈페이지를 통해 "맨유라는 팀에 소속되어 있던 것은 특권이었다.고민 끝에 맨유를 떠날 시간이 됐음을 결론 내렸다."고 자신의 심정을 밝히었다.

## 에피소드
에브라는 풀백으로서의 뛰어난 기량 외에도, 같은 팀 소속이었던 대한민국 축구 국가대표팀 전 주장인 박지성과의 친분으로 인해 한국에서도 매우 높은 인기를 얻고 있다. 그 예로, 2009년 4월 19일 MBC에서 방영한 스페셜 다큐멘터리 프로그램 '당신은 박지성을 아는가' 방송에서, 박지성과 제작진이 인터뷰를 나누던 도중, 당시 맨유 소속이자 다른 절친한 동료중 한 명인 카를로스 테베스와 함께 생일 케이크를 들고 깜짝 방문을 하여 박지성의 생일을 축하해주는 인간적인 모습을 보여주기도 하였다. 그 자리에서, 영어가 서툴었던 테베스와는 달리 어느정도 영어를 구사할 수 있던 에브라는 MBC 제작진과 간단한 인터뷰를 나누기도 하였다. 인터뷰 종료 후 떠나려던 에브라는 작별 인사를 하기 위해 박지성에게 한국어로 '안녕'이 무엇인지 물었는데, 이에 슬쩍 장난기가 발동한 박지성이 '나는 바보입니다'라고 가르쳐 주었고, 에브라는 그대로 카메라에 대고 어설픈 한국어 발음으로 '나는 바보입니다'라고 활짝 웃으며 말하여 방송을 보는 시청자들에게 재미난 장면을 연출하였다. 이 일이 있은 후 네티즌들은 그에게 '바보'라는 별명을 붙여주었다. 그런데 그로부터 약 1년 여의 시간이 지난 후 2010년 7월 박지성 축구센터 준공식에 참석 차 방한하여 모 스포츠브랜드 행사장에 모습을 드러내었는데, 이 자리에서 그는 이전보다 조금 더 유창해진 한국어로 '지성은 바보입니다. 나는 No 바보입니다.'라고 말하며 어느정도 복수(?)를 하기도 하였다. 한국인들이 지성과 사귀는 것 아니냐고 하자. "사귄다고? 오우.. 나는 결혼도 했고 아기도 있다구요. 오우.. 너무들 하는구만." 이라고 하여 강력(?)히 항의했다.
박지성이 런닝맨에 출연 했을 때 "감독님은 몰라도 에브라는 애청자"라고 말해 평소 한국에 대해 관심이 많은 것으로 알려져 있다.
그 후, 에브라는 2013년 7월 14일에 박지성과 함께 런닝맨에 출연하여 한국 예능 프로그램은 처음임에도 멤버들을 놀라게 하는 예능감과 실력을 선보여 큰 웃음을 안겼다.

## 경기 기록
최신 기록일 : 2018년 5월 5일
| 클럽                | 시즌      | 리그 | 리그 | 컵   | 컵   | 리그컵 | 리그컵 | UEFA | UEFA | 기타 | 기타 | 합계 | 합계 |
| 클럽                | 시즌      | 출전 | 득점 | 출전 | 득점 | 출전   | 득점   | 출전 | 득점 | 출전 | 득점 | 출전 | 득점 |
| ------------------- | --------- | ---- | ---- | ---- | ---- | ------ | ------ | ---- | ---- | ---- | ---- | ---- | ---- |
| 마르살라            | 1998–99   | 24   | 3    | 3    | 3    | –      | –      | –    | –    | –    | –    | 27   | 6    |
| 몬차                | 1999–00   | 3    | 0    | –    | –    | –      | –      | –    | –    | –    | –    | 3    | 0    |
| OGC 니스            | 2000–01   | 5    | 0    | –    | –    | –      | –      | –    | –    | –    | –    | 5    | 0    |
| OGC 니스            | 2001–02   | 35   | 1    | 1    | 0    | 1      | 0      | –    | –    | –    | –    | 37   | 1    |
| OGC 니스            | 합계      | 40   | 1    | 1    | 0    | 1      | 0      | –    | –    | –    | –    | 42   | 1    |
| AS 모나코           | 2002–03   | 36   | 2    | 1    | 0    | 4      | 0      | —    | —    | –    | –    | 41   | 2    |
| AS 모나코           | 2003–04   | 33   | 0    | 1    | 0    | —      | —      | 13   | 0    | –    | –    | 47   | 0    |
| AS 모나코           | 2004–05   | 36   | 0    | 5    | 1    | 2      | 0      | 9    | 0    | –    | –    | 52   | 1    |
| AS 모나코           | 2005–06   | 15   | 0    | —    | —    | 1      | 0      | 7    | 0    | –    | –    | 23   | 0    |
| AS 모나코           | 합계      | 120  | 2    | 7    | 1    | 7      | 0      | 29   | 0    | –    | –    | 163  | 3    |
| 맨체스터 유나이티드 | 2005-06   | 11   | 0    | 1    | 0    | 2      | 0      | —    | —    | –    | –    | 14   | 0    |
| 맨체스터 유나이티드 | 2006-07   | 24   | 1    | 4    | 0    | 1      | 0      | 7    | 1    | –    | –    | 36   | 2    |
| 맨체스터 유나이티드 | 2007-08   | 33   | 0    | 4    | 0    | 0      | 0      | 10   | 0    | 1    | 0    | 48   | 0    |
| 맨체스터 유나이티드 | 2008-09   | 28   | 0    | 3    | 0    | 2      | 0      | 11   | 0    | 4    | 0    | 48   | 0    |
| 맨체스터 유나이티드 | 2009-10   | 38   | 0    | —    | —    | 3      | 0      | 9    | 0    | 1    | 0    | 51   | 0    |
| 맨체스터 유나이티드 | 2010-11   | 35   | 1    | 3    | 0    | —      | —      | 10   | 0    | —    | —    | 48   | 1    |
| 맨체스터 유나이티드 | 2011-12   | 37   | 0    | 2    | 0    | —      | —      | 7    | 0    | 1    | 0    | 47   | 0    |
| 맨체스터 유나이티드 | 2012-13   | 34   | 4    | 3    | 0    | —      | —      | 5    | 0    | –    | –    | 42   | 4    |
| 맨체스터 유나이티드 | 2013-14   | 33   | 1    | —    | —    | 3      | 1      | 8    | 1    | 1    | 0    | 45   | 3    |
| 맨체스터 유나이티드 | 합계      | 273  | 7    | 20   | 0    | 11     | 1      | 67   | 2    | 8    | 0    | 379  | 10   |
| 유벤투스            | 2014–15   | 21   | 1    | 2    | 0    | –      | –      | 10   | 0    | 1    | 0    | 34   | 1    |
| 유벤투스            | 2015–16   | 26   | 2    | 2    | 0    | –      | –      | 6    | 0    | 1    | 0    | 35   | 2    |
| 유벤투스            | 2016–17   | 6    | 0    | —    | —    | —      | —      | 6    | 0    | 1    | 0    | 13   | 0    |
| 유벤투스            | 합계      | 53   | 3    | 4    | 0    | —      | —      | 22   | 0    | 3    | 0    | 82   | 3    |
| 마르세유            | 2016–17   | 11   | 1    | 1    | 0    | —      | —      | —    | —    | —    | —    | 12   | 1    |
| 마르세유            | 2017–18   | 4    | 0    | —    | —    | —      | —      | 5    | 0    | —    | —    | 9    | 0    |
| 마르세유            | 합계      | 15   | 1    | 1    | 0    | —      | —      | 5    | 0    | 0    | 0    | 21   | 1    |
| 웨스트햄 유나이티드 | 2017–18   | 5    | 0    | —    | —    | —      | —      | —    | —    | —    | —    | 5    | 0    |
| 경력 합계           | 경력 합계 | 548  | 17   | 36   | 4    | 19     | 1      | 123  | 2    | 11   | 0    | 733  | 24   |

## 수상

### 클럽
AS 모나코
- 쿠프 드 라 리그 : 우승 (2002-03)
- UEFA 챔피언스리그 : 준우승 (2003-04)

 맨체스터 유나이티드
- 프리미어리그 5회 우승 : (2006-07, 2007-08, 2008-09, 2010-11, 2012-13)
- 풋볼 리그 컵 3회 우승 : (2005-06, 2008-09, 2009-10)
- FA 커뮤니티 실드 5회 우승 : (2007, 2008, 2010, 2011, 2013)
- UEFA 챔피언스리그 1회 우승 : (2007-08), 2회 준우승 (2008-09, 2010-11)
- FIFA 클럽 월드컵 1회 우승 : (2008)

 유벤투스
- 세리에 A 3회 우승 : 2014-15, 2015-16, 2016-17
- 코파 이탈리아 2회 우승 : (2014-15), (2015-16)
- 수페르코파 이탈리아나 1회 우승 : 2015
- UEFA 챔피언스리그 : 준우승 (2014-15)

### 개인
- UNFP 올해의 영 플레이어상 : 2003-04
- UNFP 올해의 팀 : 2003-04
- PFA 올해의 팀 : 2006-07, 2008-09, 2009-10
- UEFA 올해의 팀 : 2009
- FIFA/FIFPro 월드 베스트 XI : 2009년

## 광고

### 대한민국
- 조아제약 바이톤